# Agape (Mahl)
Die Agape, auch als Liebesmahl bezeichnet, ist eine liturgisch geprägte Mahlzeit, die im Christentum bis in frühe Zeiten zurückreicht. Sie lässt sich einerseits als Weiterleben der ursprünglich mit der Eucharistie verbundenen Mahlzeit verstehen, als dieses Sättigungsmahl im 2. Jahrhundert n. Chr. entfiel, andererseits als Weiterführung der Tischgemeinschaft mit Jesus von Nazareth, von der das Neue Testament berichtet. Als gemeindliche Feier, unterschieden von der Eucharistie, wird die Agape im 3. Jahrhundert erkennbar und geriet etwa im 5. Jahrhundert in der Westkirche außer Gebrauch, lebte aber in der Orthodoxie als Artoklasia weiter.
Seit dem 18. Jahrhundert wurde die Agape als gemeindliche Feier im Protestantismus wiederbelebt, seit Mitte des 20. Jahrhunderts auch im Katholizismus. Das Spektrum der Gestaltung von Agapefeiern ist groß. Eine Agape kann große Nähe zum eucharistischen Mahl aufweisen oder dem alltäglichen Essen und Trinken angenähert sein.

## Alte Kirche

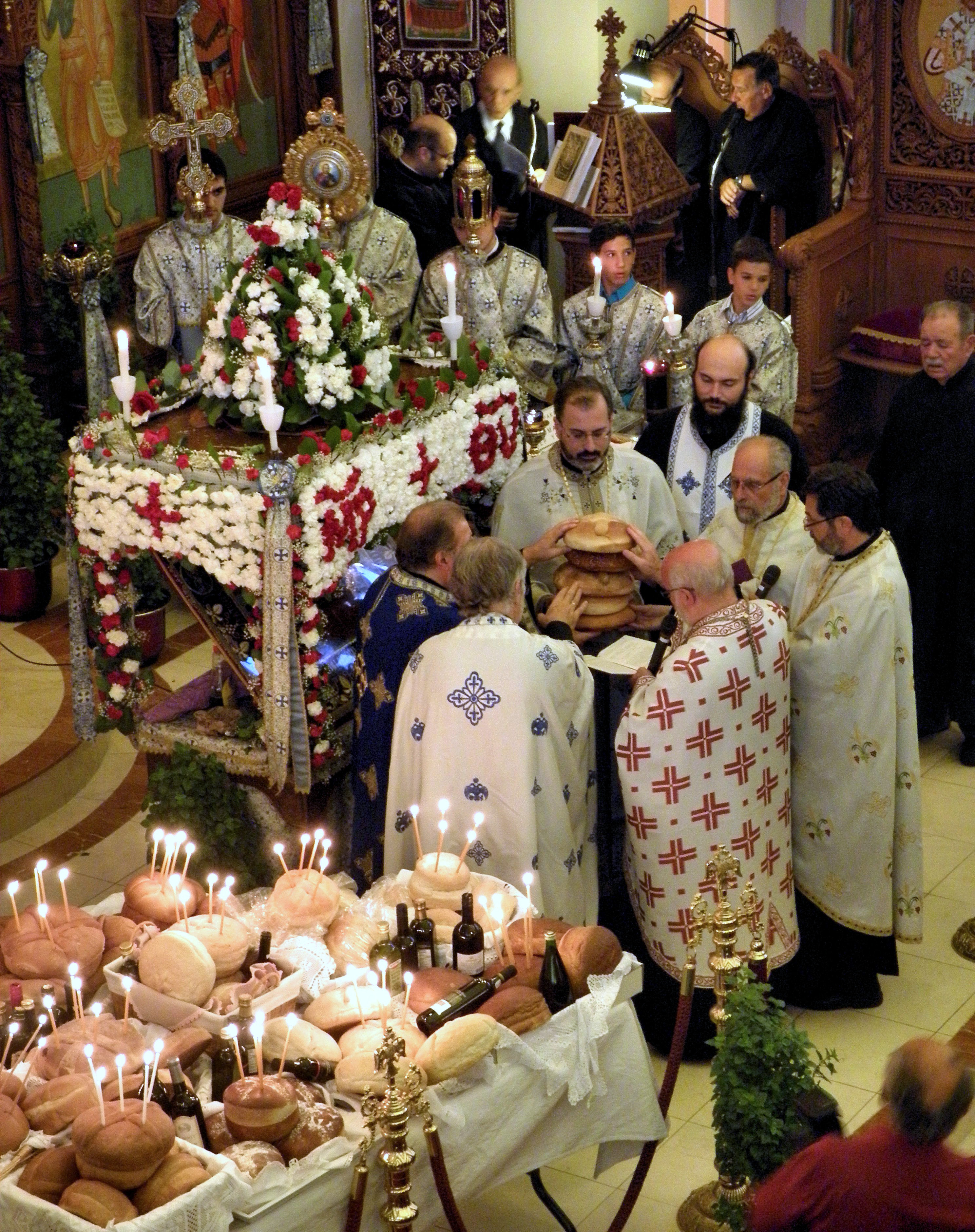
Artoklasia in der griechisch-orthodoxen Kathedrale Annunciation of the Virgin Mary, Ontario, Kanada (2013)

Die Traditio Apostolica beschreibt eine abendliche Agapefeier, ohne sie freilich so zu nennen. Sie beginnt mit dem Hereintragen bzw. Entzünden des Lichts (Luzernar). Ein Bischof steht der Feier vor. Er segnet den Kelch mit Wein; es werden Psalmen gesungen. Ein besonderes Brot (Eulogie) wird gebrochen und ausgeteilt. Damit beginnt das eigentliche Mahl, das von einem Tischgespräch begleitet wird. Es ist so konzipiert, dass Speisen übrig bleiben, die von den Teilnehmern mitgenommen und wohl anschließend an Bedürftige verteilt werden.
Tertullian stellt die Fürsorge für die Armen als Motiv des Agapemahls heraus, von dem es auch seinen Namen (griechisch: „Liebe“) habe. Gegessen und getrunken werde nur maßvoll. „Nachdem das Wasser für die Hände gereicht ist und die Lichter angezündet sind, wird jeder aufgefordert, wie er es …vermag, Gott Lob zu singen“ – so Tertullian. Clemens von Alexandria lässt allerdings erkennen, dass es nicht immer asketisch zuging und manche wohlhabenden Christen „jene nach Bratendampf und Brühen duftenden Festmähler eine Agape zu nennen wagen…“
In der Alten Kirche gehörte das religiös geprägte Tischgespräch zum Wesen des Agapemahls. Hier bestehen Ähnlichkeiten zum antiken Symposion wie auch zum jüdischen Sedermahl. Tertullian erwähnte, dass der Teilnehmer eines Agapemahls nach Hause ging „wie jemand, der sich weniger an einer Mahlzeit gelabt hat als an einer Lehre“. Nach der Traditio Apostolica leitete der Bischof das Tischgespräch.
Eine Zusammenkunft der ganzen Gemeinde bei einer Agape war organisatorisch kaum möglich. Wohlhabende Christen stellten ihr Haus als Gastgeber zur Verfügung, wobei aber darauf geachtet wurde, dass ein Kleriker die Veranstaltung leitete. Nach der Konstantinischen Wende gewann der liturgische Raum an Bedeutung; mehrere Synoden verboten ausdrücklich, in einer Basilika Agapefeiern abzuhalten. Beispielsweise ordnete eine Synode in Laodikeia im 4. Jahrhundert an, „daß man nicht in den kirchlichen Räumen oder den Kirchen sogenannte Agapen veranstaltet und im Hause Gottes ißt und Speisesofas aufschlägt.“ Die Zahl der Gemeindeglieder wuchs an, die Agape war aber eine häusliche Feier, an der nicht sehr viele Personen teilnehmen konnten. In der Orthodoxie blieb die altkirchliche Agape als Artoklasia lebendig.

## Herrnhuter Brüdergemeine

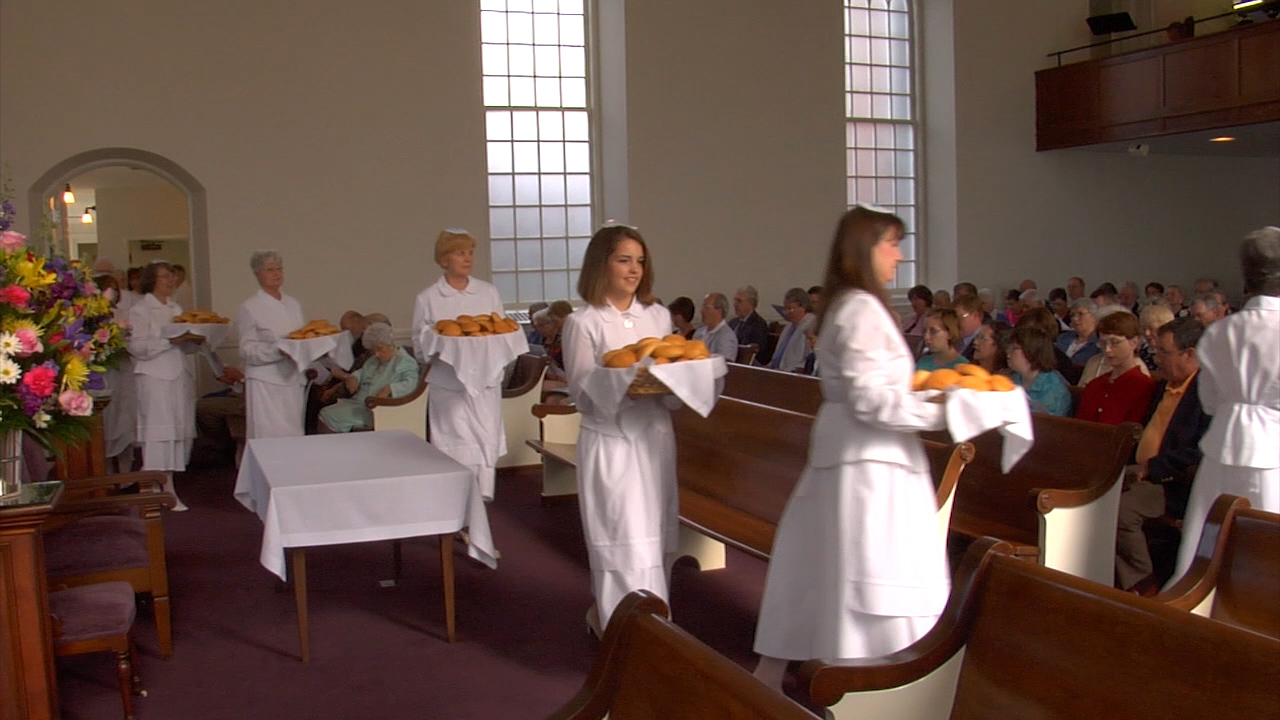
Saaldienerinnen, Bethania Moravian Church in North Carolina (2015)

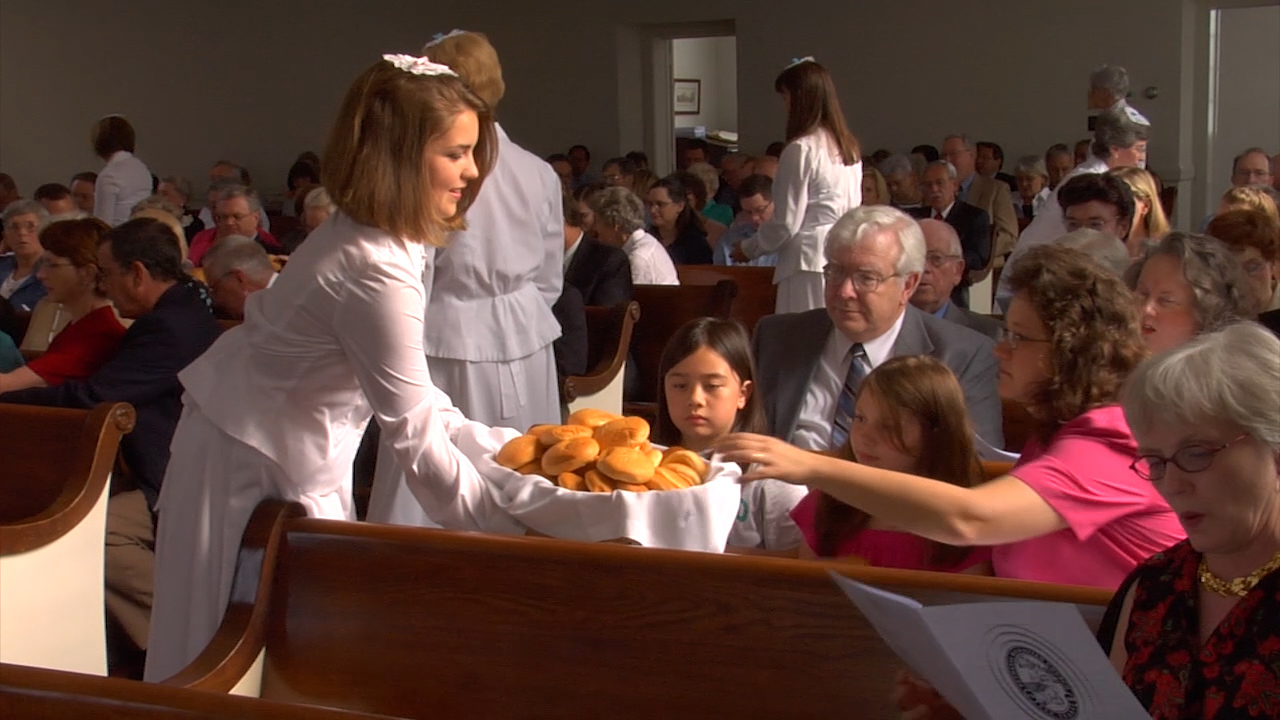
Austeilen des Gebäcks, Bethania Moravian Church (2015)

Im 18. Jahrhundert führte Graf Zinzendorf in der Herrnhuter Brüdergemeine sogenannte Liebesmähler ein. Dabei war es ursprünglich nicht Zinzendorfs Absicht, die altkirchliche Agape zu erneuern. Nach einer Abendmahlsfeier in Berthelsdorf am 13. August 1727, die für die Teilnehmer besonders bewegend gewesen war, fanden sich spontan mehrere kleine Gruppen, die noch bis zum Abend zu einer Singstunde zusammenbleiben wollten. Zinzendorf ließ ihnen aus seiner Küche das Mittagessen liefern. Die ersten Liebesmahle waren Sättigungsmahlzeiten mit ein oder zwei Gerichten, Gebäck und Getränk (oft auch Wein), bezahlt aus der gemeinsamen Kasse oder vom Grafen Zinzendorf. Das Herrnhuter Liebesmahl entwickelte sich schnell zur geselligen Zusammenkunft an Hochzeiten, Geburtstagen, nach Beerdigungen oder anlässlich des Besuchs eines Missionars. Es bot eine Alternative zu Festlichkeiten der Barockzeit und nahm eine klassische Form an: Die Gemeindeglieder saßen bei Tee und Gebäck zusammen, im Sommer nach Möglichkeit auch in Gärten. Der Ablauf war nicht streng festgelegt; Reden, Gesang, Vorlesen und Tischgespräche wechselten ab. Bevorzugter Termin war der Sonnabend.
Das Liebesmahl ist bis heute ein Kennzeichen der Brüdergemeinen und hat eine deutlich andere Form als die Abendmahlsfeier. Beim Liebesmahl gehen festlich gekleidete Saaldienerinnen und Saaldiener, mancherorts in einer besonderen Tracht, durch den Kirchenraum. Sie teilen Rosinenbrötchen oder Milchbrötchen und eine Tasse Tee an die Anwesenden aus. Es werden Musikstücke vorgetragen, Lieder gesungen, Grußworte gesprochen, und man betet gemeinsam. Rosinenbrötchen und Tee werden manchmal so interpretiert, dass ein deutlicher Unterschied zu Brot und Wein im Abendmahl gewahrt werden soll. Andere sehen darin einen bewussten Vorgriff auf die Süßigkeit des himmlischen Freudenmahls.

## Schwarzenauer Brüder

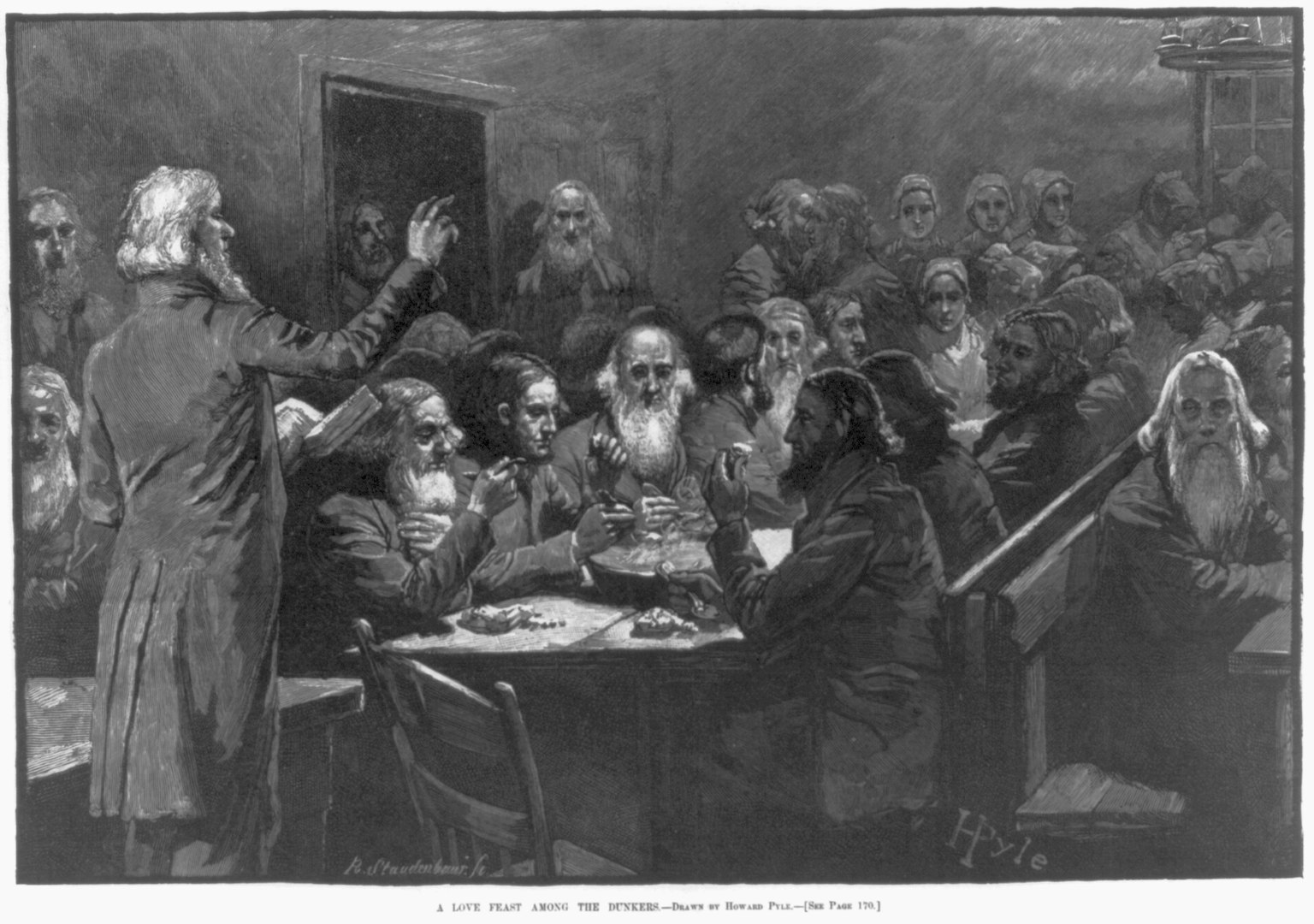
Liebesmahl bei den Schwarzenauer Brüdern (Harper’s Weekly, 1883)

Bei den Schwarzenauer Brüdern war das Liebesmahl (love feast) früher ein großes geselliges Ereignis, bei dem Angehörige der Glaubensgemeinschaft aus der weiteren Umgebung bei der gastgebenden Gemeinde eintrafen: eine drei bis fünf Stunden dauernde Zusammenkunft am Samstagabend, die mit einer Fußwaschung nach Joh 13,1-17  begann. Anschließend folgte das Agapemahl, wobei Männer und Frauen traditionell separate Tischgruppen bildeten; heute können Familien beisammen sitzen. Traditionell war die Hauptmahlzeit nach biblischem Vorbild ein Hammelfleischgericht, an dessen Stelle mittlerweile Rindfleisch getreten ist. Man sitzt am Tisch, isst von dem Brot und trinkt aus dem Kelch, und dabei werden Choräle gesungen, Texte aus der Bibel gelesen und Ansprachen gehalten, dazwischen gibt es Zeiten der Stille. Die Abstinenzbewegung brachte mit sich, dass Einzelkelch und Traubensaft das gemeinschaftliche Trinken aus einem Kelch mit Wein ersetzt haben. Ein besonders gebackenes, ungesäuertes Brot gehört heute neben Traubensaft zu einem Liebesmahl; daneben herrscht große Vielfalt an Speisen: Tee, Milch, Kaffee, Brötchen, Kekse.
Die Church of the Brethren als größte Kirche der Schwarzenauer Tradition definiert das Liebesmahl heute als einen vierteiligen Gottesdienst: 1. Reflexion über den persönlichen Glaubensweg, 2. gegenseitige Fußwaschung, 3. gemeinsame Mahlzeit und 4. Abendmahl als Erinnerung an Kreuz und Auferstehung Jesu.

## Weitere Freikirchen
John Wesley lernte das Liebesmahl 1737 bei den Herrnhutern in Savannah kennen. Er vermerkte in seinem Tagebuch: „Nach dem Abendgebet trafen wir uns mit den Deutschen zu einem Liebesmahl (love feast). Es begann und endete mit Danksagung und Gebet und wurde auf so würdige und ernste Weise gefeiert, dass ein Christ des Apostolischen Zeitalters es für Christi würdig erachtet hätte.“ Das Liebesmahl wurde schnell zu einem Kennzeichen des Evangelical Revival und fester Bestandteil methodistischer Zusammenkünfte überall in der englischsprechenden Welt. Da in den methodistischen Kirchen in Kolonialgebieten vielerorts Pastoren fehlten, waren Abendmahlsgottesdienste oft nicht möglich. Stattdessen feierten die Gemeinden Agapen als „Liebesfeste“. Diese Zusammenkünfte waren sehr populär. Zu einem methodistischen Liebesmahl gehören Zeugnisgeben, Lobpreis, Gebet und Schriftlesung. Wo es als Sättigungsmahl gefeiert wird, wählt man die Speisen so, dass sie nicht mit Brot und Wein der Abendmahlsfeier verwechselt werden können. Das übliche Getränk ist Wasser. Die frühen Methodisten verwendeten ein besonderes Trinkgefäß mit zwei oder drei Henkeln, das unter den Teilnehmern weitergereicht wurde, doch Einzelbecher sind längst üblich geworden.
Die Heilsarmee kennt keine Eucharistiefeier und feiert stattdessen zur Erinnerung an das Abendmahl Jesu Christi ein Liebesmahl, das für alle Teilnehmer offen ist. Der Ablauf und die dabei verzehrten Speisen können je nach Kultur unterschiedlich sein.
In den frühen Baptistengemeinden in Deutschland war es üblich, nach dem Gottesdienst zu Tee und Kuchen im Gottesdienstraum beisammen zu bleiben. In Hamburg wurden zu diesem Zweck die Kirchenbänke so konstruiert, dass sie als Tische für das Liebesmahl umgeklappt werden konnten. Um den Zusammenhalt und die Gemeinschaft unter den ansonsten weitgehend autonomen Baptistengemeinden zu fördern, gab es Liebesmahlfeiern: In einer bestimmten Region luden einzelne Gemeinden die umliegenden Schwesterkirchen zu solchen Feiern ein. Besonders beliebt waren dabei staatliche Feiertage. Jede Gemeinde hatte ihren festen Liebesmahltermin und war an diesem Tag Gastgeberin für die anderen Gemeinden. Bei diesen Veranstaltungen spielten neben Predigt, Gebetsgemeinschaft und gemeinsamen Mahlzeiten die persönlichen Erfahrungsberichte aus dem Glaubensalltag eine bedeutsame Rolle.

## Evangelische Landeskirchen (EKD)
Wilhelm Löhe regte im 19. Jahrhundert eine Wiederbelebung des antiken Agapemahls an. In seinem Beicht- und Communionbuch erläuterte er, dass das Brotbrechen der Jerusalemer Urgemeinde, von dem die Apostelgeschichte berichtet, „zum Sakrament und zur täglichen irdischen Mahlzeit“ geschehen sei: „Wahrlich, das war eine schöne und heilige Weise, das Sakrament zu feiern, da man die Liebesmahlzeit folgen ließ und da die Freuden der brüderlichen Gemeinschaft beim irdischen Mahl genoß, nachdem man sich aufs neue sakramentlich mit dem HErrn und Seinem heiligen Leibe vereinigt hatte.“ Da „Abendmahl und tägliche Mahlzeit in Vereinigung“ zu Löhes Zeit kirchenrechtlich nicht möglich waren, empfahl er, nach der Heimkehr vom Abendmahlsgottesdienst die Mittagsmahlzeit der Familie damit zu verbinden. Man könne zum Beispiel Notleidende einladen oder unterstützen, in Aufnahme des sozial-caritativen Aspekts der altkirchlichen Agape.
Im 20. Jahrhundert wurden verschiedene Modelle der Agape erprobt, oft im Umkreis der Liturgischen Bewegung.
Im Raum der EKD ist die Verbindung von Tischabendmahl und Sättigungsmahl (Agape) möglich und üblich. Das Evangelische Gottesdienstbuch enthält dafür folgende Hinweise: Ein Gottesdienst „in Anknüpfung an die frühchristliche Tradition des Tischabendmahls“ kann im Nebenraum einer Kirche, in einem Gemeinde- oder Tagungshaus oder einem Wohnhaus gefeiert werden. Nach dem Eröffnungsteil wird eine biblische Lesung ausgelegt, dies kann z. B. auch im gemeinsamen Tischgespräch geschehen. Es folgt das Vaterunser, ein eucharistisches Tischgebet und der Friedensgruß. „Einsetzungsworte und Austeilung werden (nach dem Vorbild Martin Luthers) derart miteinander verbunden, dass der Empfang von Brot und Wein jeweils nach dem entsprechenden Teil der Einsetzungsworte folgt.“ Ein Dankgebet, Segenswort und Musik zum Ausgang schließen diese Feier ab. Bei der Ausgestaltung zu einem Sättigungsmahl soll beachtet werden, dass – falls das Sättigungsmahl vorangegangen ist – der Tisch abgeräumt und für die eucharistische Feier vorbereitet wird. In jedem Fall sind Abendmahl und Sättigungsmahl „zwei deutlich unterschiedene, wenngleich aufeinander bezogene Teile dieses Gottesdienstes.“
Die evangelisch-lutherische Agende Passion und Ostern (2011) macht genauere Angaben zum Tischabendmahl am Gründonnerstag. Dazu wird nach Möglichkeit der Kirchenraum so hergerichtet, dass Platz zum Aufstellen von Tischen entsteht. Ein „Altartisch“ kann im Mittelpunkt stehen und von den anderen Tischen umgeben sein, oder die Einsetzung des Abendmahls geschieht am Altar, und Brot und Wein werden daraufhin an den Tischen weitergereicht. „Zu Beginn der Feier stehen auf dem Tisch oder dem Altar nur die Abendmahlsgeräte, kein Essen. Wenn die Abendmahlsfeier abgeschlossen ist, wird Essen aufgetischt. Das ist die deutlichste Form der Absetzung des einen vom andern.“ Statt einer Predigt gibt es eine „geistliche Tischrede“, die auf mehrere Personen verteilt sein kann.

## Evangelisch-reformierte Kirchen in der deutschsprachigen Schweiz
Das offizielle Liturgiebuch der evangelisch-reformierten Kirchen der deutschsprachigen Schweiz, Abendmahl (1983), definiert die Agape als „Gemeindemahlzeit“ und schlägt dafür verschiedene Modelle vor. „Agapen können im Blick auf die Frage der Interkommunion Fronten aufbrechen und eine Neubesinnung herbeiführen.“ Die Liturgiekonferenz bedauert, dass eine gemeinsame Eucharistiefeier mit römisch-katholischen Christen „nur am Rande der Legalität oder gar außerhalb derselben möglich ist“. Ökumenische Agapefeiern könnten „vorläufig in die Lücke treten und darüber hinaus vielleicht sogar den Weg zur gemeinsamen Eucharistiefeier ebnen helfen.“

## Römisch-Katholische Kirche
1975 empfahl die Gemeinsame Synode der Bistümer der Bundesrepublik Deutschland Agapen im Anschluss an besondere Gottesdienste. Der Unterschied zwischen Eucharistie und Agape musste aber deutlich gewahrt werden. Das Bischöfliche Ordinariat des Bistums Basel gibt folgende Hinweise zur Gestaltung von Agapen (2005/2018):
- Klare zeitliche Trennung von der sakramentalen Feier;
- Nicht-sakraler Raum;
- Alltägliche Speisen und Getränke, nicht nur (aber auch) Brot und Wein;
- „Vermeiden von Worten und Texten, welche zur Feier der Auferstehung gehören oder die eucharistischen Einsetzungsworte Jesu zum Gegenstand haben.“[34]

Das Bischöfliche Ordinariat des Bistums Speyer veröffentlichte 2015 einen ausgearbeiteten Entwurf einer ökumenischen Agape. Sie wird als eigenständige liturgische Feier definiert, die von Laien geleitet werden könne und keine liturgische Kleidung erfordere. Eine Agape „wird nicht am Altar und in der Regel nicht in einer Kirche gefeiert“; sie sei auch kein Nachspielen historischer Mahlzeiten (auf dem Boden Sitzen) und keine Imitation von Feiern anderer Religionen oder Konfessionen (Sedermahl, Artoklasia).